# Postal III
Postal III – trzecia część serii komputerowych gier akcji Postal, stworzona przez Running with Scissors i wydana przez Akellę w 2011 roku. Gra została w większości negatywnie przyjęta przez recenzentów, uzyskując średnią ocen 30,36% w agregatorze GameRankings.

## Fabuła
Fabuła gry, podobnie jak w poprzednich częściach, skupia się na losach Kolesia – sfrustrowanego człowieka, który nie potrafi znaleźć stałej pracy. Wątek trzeciej części Postala nawiązuje do wydarzeń z Postala 2 oraz dodatku Apocalypse Weekend. Zniszczenie Paradise zmusiło bohatera do przeniesienia się w inne miejsce – tym razem jest to miasteczko o nazwie Catharsis na północy.

## Rozgrywka
Gracz może uczestniczyć w liniowych misjach bądź też zająć się swobodną eksploracją miasta, połączoną z przyjmowaniem zleceń od postaci niezależnych. Postal III zawiera też kilka zadań treningowych, pozwalających na zapoznanie się z podstawowymi elementami rozgrywki.
Pozostałe cechy rozgrywki:
- akcja gry obserwowana jest z perspektywy trzeciej osoby
- gracz może wejść w interakcję z blisko 150 mieszkańcami
- oprawa graficzna została oparta na silniku Source
- poprawiona została grafika
- graczowi udostępniono kilka trybów gry wieloosobowej
- istnieje możliwość pobierania dodatków do gry z Internetu
- w skład gry wchodzą także narzędzia do tworzenia modyfikacji[10].